# Киреев, Руслан Тимофеевич
Русла́н Тимофе́евич Кире́ев (род. 25 декабря 1941, Коканд, Ферганская область) — советский, русский писатель, член Союза писателей России, автор 50 книг, профессор Литературного института имени А. М. Горького, лауреат ряда литературных премий. Длительное время, в 90-е — 2000-е гг., заведующий отделом прозы в журнале «Новый мир». В 2010 году возглавлял жюри премии Русский Букер.

## Биография
Родился 25 декабря 1941 года в городе Коканд Узбекской ССР. Посещал литературную студию газеты «Крымский комсомолец» в Симферополе, куда кроме него входили поэты Егор Самченко и Владимир Ленцов, драматург Валентин Крымко (Гуревич, а позднее — Придатко). Все они впоследствии переехали в Москву и стали членами Союза писателей СССР. Публиковаться начал в 1962 году в Крыму, где работал автомехаником. C 1966 года член КПСС. В 1967 году закончил Литературный институт имени А. М. Горького.  С 1987 года является преподавателем в этом же институте. Член СП СССР с 1973 года.

## Экранизации
- Мои люди (1990)
- Атлантика (1973)

## Награды
- Благодарность Министра культуры Российской Федерации (14 октября 2003 года) — за многолетний плодотворный труд в области отечественной культуры и заслуги в развитии литературы[3].